# Uffheim
Uffheim – miejscowość i gmina we Francji, w regionie Grand Est, w departamencie Górny Ren.
Według danych na rok 1990 gminę zamieszkiwało 767 osób, a gęstość zaludnienia wynosiła 176 osób/km² (wśród 903 gmin Alzacji Uffheim plasuje się na 337. miejscu pod względem liczby ludności, natomiast pod względem powierzchni na miejscu 532.).